# Mecistogaster pronoti
Mecistogaster pronoti là loài chuồn chuồn trong họ Pseudostigmatidae. Loài này được Sjöstedt mô tả khoa học đầu tiên năm 1918.